# Oberonia fungumolens
Oberonia fungumolens là một loài thực vật có hoa trong họ Lan. Loài này được Burkill mô tả khoa học đầu tiên năm 1924.